# زکریا برکدیش
زکریا برکدیش (زاده ۷ ژانویهٔ ۱۹۸۹) بازیکن فوتبال اهل مراکش است.
وی همچنین در تیم ملی فوتبال مراکش بازی کرده‌است.